# 가난의 대물림
가난의 대물림(영어: Cycle Of Poverty)은 경제학에서 가난이 존재하면 외부 간섭이 없는 한 영구적으로 유발되는 자체적으로 강제적인 구조에 의해 발생된다. 개발도상국에 대해서 이야기할 때 세대 간에 지속될 수 있다.
가난의 대물림이라는 덫에 갖힌 가계는 자원이 제한적이거나 결여된 상태이다. 자원이 풍족한 경우에도 가족에 기생할 생각인 히키코모리나 사기적인 고액과외처럼 착취에 취약한 가계들이 많다. 특히 개개인 단위까지 분리된 가계들은 자신의 이익을 보호할 가족이나 타인, 집단에 투자할 수 없는 경우가 많아 세금이나 복지 등을 이용한 이기주의자들의 직간접적인 공격에 매우 취약할 수 있다.
사회 이동의 측정은 얼마나 자주 가난한 사람들이 더 부유해지는지를 관찰하며 얼마나 자주 아이들이 더 부유해지고 부모보다 더 높은 소득을 성취하는지를 관찰한다.

## 원인

### 만성적인 가난
빈곤의 측정에는 다양한 방법이 있다.
- 낮은 국민 총생산 또는 낮은 생산성
- 빠른 실업율
- 교육의 부족으로 인한 고소득 수입의 불가능
- 낮은 사회 이동

### 일시적인 원인
- 경기후퇴
- 기후 변화
- 각종 재난: 전쟁, 허리케인, 가뭄, 지진등
- 유행병
- 기아
- 인위적인 재해

### 개인이나 가정에서 발생하는 원인
- 실업 또는 개인 사업의 실패
- 건강이상으로 인해 장애발생 또는 의료비로 인한 재산 감소
- 가족 구성원의 사망
- 계획하지 않은 임신
- 개인 저축의 부족 또는 빚
- 이혼이나 별거로 인한 별거 수당
- 자동차 사고
- 감금

### 개인이 지속적으로 가난하도록 만드는 요인
다음과 같은 행동은 가난한 사람이 지속적으로 가난하게 만든다.
- 렌트: 주거지를 확보하기 위해 리스에 나와 있는 첫째 달 렌트비와 보증금을 내지 못해 값비싼 호텔이나 모텔을 이용
- 음식: 가정에서 음식을 직접 요리해 먹을 수 없어, 매번 외식을 통해 더 많은 비용을 지불, 대량으로 살 경우 보다 저렴하게 구입할 수 있으나, 현금부족으로 낱개로 음식 재료를 구입, 식품 사막에 거주하여 보다 고가의 가격을 주고 물건을 구입
- 은행: 계좌유지 최소금액이하로 계좌에 있을 경우 수수료를 지불
- 빚: 신용카드를 연체하여 이자 및 수수료를 지불
- 대금 미지불
- 가구:  가구나 전기제품을 구입하지 못하고 렌트 하여 사용.
- 교통: 차를 구입할 수 없어 대중교통 사용하거나 대중교통을 사용할 수 있으나 불필요한 차 구입
- 의료 비용: 의료 보험을 가입할 수 없어 병원 치료에 목돈을 지불

### 선택과 문화
- 고소득 직업을 얻기 위해 필요한 교육을 받지 않음(예시: 가난해서 검정고시를 친다)
- 교육을 받을 필요가 없다고 여기는 문화
- 학문의 성취나 경제적 성공이 개인이 자기실현적 예언에 이룰 수 있다는 기대의 부족
- 자기 자신이 한계가 있다고 믿고 가난이 지속되도록 운명되어 있다고 생각함
- 자신은 오직 피해자이며 가난으로부터 절대 해방될 수 없다고 믿음

### 대물림되는 가난
대물림되는 가난은 여러 세대를 거쳐서 가난이 대물림되는 것으로 다음과 같은 경우에 생긴다.
- 부모가 그들 자녀가 성공하기 위해서 필요한 것이 무엇인지 알지만 그들에게 적절한 재정적인 도움을 주지 못할 경우
- 부모가 사회적으로 단절되어 있어서 자녀들에게 필요한 네트워킹을 제공하지 못할 경우
- 부모가 자녀들이 고등 교육을 받으려고 하나 당장의 수입을 위해 그들의 학교 진학을 막는 경우
- 부모 자신이 충분한 교육을 받지 못해 그들의 자녀에게 인지 발달을 제공하지 못하는 경우
- 부모의 재정관리가 잘못되어 자녀에게 됨됨이가 되지 못하거나 약물 남용을 하여 자녀에게 피해를 주는 경우
- 부모가 자녀들을 시끄러운 환경에서 키우는 경우(예시: 집 앞에 클럽이나 윤락가가 있다) 교육뿐만 아니라 환경의 질이 떨어진다

## 같이 보기
- 경제적 불평등
- 빈곤의 여성화
- 유리 천장
- 빈곤
- 빈곤선
- 사회 이동
- 복지국가
- 노동 빈곤층